# 경기묘
경기묘(景基廟)는 대한민국 전라남도 무안군 무안읍 고절리에 있는 사우(祠宇)로, 무안 박씨(면성 박씨) 시조인 박진승의 위패를 모신 곳이다. 2019년 6월 21일 무안군의 향토문화유산 제16호로 지정되었다.

## 개요
무안군 무안읍 고절리 상봉마을에 있는 경기묘는 1965년 무안박씨의 시조인 박진승(朴進昇)을 배향하기 위해 건립한 사우로, 1979년 대대적으로 중수되었다. 경기묘는 외삼문인 경안문, 본전인 경기묘, 경모사, 경조사로 구성되어 있다.
현재 경기묘에는 모두 15위의 위패가 봉안되어 있다. 본전인 경기묘에는 무안박씨의 시조인 박진승(朴進昇)의 영정과 위패가 봉안되어 있고, 서묘(西廟)인 경모사(景慕祠)에는 2세부터 7세인 박섬(朴暹), 박유(朴蕤), 박성기(朴成器), 박구(朴璆), 박부(朴琈), 박문오(朴文晤), 박문정(朴文正) 등 7위(位)의 위패가 봉안되어 있다. 동묘(東廟)인 경조사(景祚祠)에는 3세부터 12세인 박윤위(朴允位), 박문연(朴文衍), 박윤류(朴允鏐), 박천무(朴天茂), 박의룡(朴義龍), 박강(朴綱), 박형(朴亨) 등 7위(位)의 위패가 봉안되어 있다.